# Дьюансберг
Дьюансберг (англ. Duanesburg) — город в округе Скенектади, штат Нью-Йорк (США). По данным переписи за 2010 год число жителей города составляло 6122 человек. Дьюансберг был назван в честь Джеймса Дьюана, поселенца, владельца большей части земли населённого пункта.

## История
Населённый пункт первоначально назывался Дьюанс-Буш. Он был основан 13 марта 1765 года как тауншип. Первые поселенцы были английскими квакерами из округа Датчесс, также была группа поселенцев из Коннектикута. Дьюансберг стал городом в 1789 году.

## Население
По данным переписи 2010 года население Дьюансберга составляло 6122 человек (из них 50,1 % мужчин и 49,9 % женщин), в городе было 2335 домашних хозяйств и 1780 семей. На территории города была расположена 2533 построек со средней плотностью 13,8 построек на один квадратный километр суши. Расовый состав: белые — 97,7 %, афроамериканцы — 0,4 %, азиаты — 0,4 %.
Население города по возрастному диапазону по данным переписи 2010 года распределилось следующим образом: 22,3 % — жители младше 18 лет, 3,6 % — между 18 и 21 годами, 61,7 % — от 21 до 65 лет и 12,4 % — в возрасте 65 лет и старше. Средний возраст населения — 44,1 лет. На каждые 100 женщин в Дьюансберге приходилось 100,5 мужчин, при этом на 100 совершеннолетних женщин приходилось уже 100,6 мужчин сопоставимого возраста.
Из 2335 домашних хозяйств 76,2 % представляли собой семьи: 65,3 % совместно проживающих супружеских пар (24,8 % с детьми младше 18 лет); 6,9 % — женщины, проживающие без мужей и 4,1 % — мужчины, проживающие без жён. 23,8 % не имели семьи. В среднем домашнее хозяйство ведут 2,62 человека, а средний размер семьи — 2,97 человека. В одиночестве проживали 18,4 % населения, 6,0 % составляли одинокие пожилые люди (старше 65 лет).

## Экономика
В 2014 году из 5378 человек старше 16 лет имели работу 3657. При этом мужчины имели медианный доход в 53 039 долларов США в год против 50 602 долларов среднегодового дохода у женщин. В 2014 году медианный доход на семью оценивался в 92 447 $, на домашнее хозяйство — в 87 977 $. Доход на душу населения — 33 675 $ в год.